# Batié, Camerun
Batié este un oraș și o comună din Camerun. Aici joacă echipa Sable FC din Elite One. Peace Corps a avut aici o bază de antrenament pe care a folosit-o în anii 80.

## Personalități născute aici
- Francis Ngannou (n. 1986), luptător de arte marțiale.